# Thuận Nghĩa
Thuận Nghĩa (tiếng Trung: 顺义区, bính âm: Shùnyì Qū, Hán Việt: Thuận Nghĩa khu là một quận cận nội thành của thủ đô Bắc Kinh, Trung Quốc. Quận Thuận Nghĩa có diện tích 980  km², dân số theo điều tra năm 2000 là 637.000 người và mật độ dân số là 650 người/ km². Đây là huyện Thuận Nghĩa cho đến 1998 thì được chuyển thành quận.